# Heroes of Might and Magic III: The Restoration of Erathia
Heroes of Might and Magic III (tudi HOMM 3) s podnaslovom The Restoration of Erathia je drugo nadaljevanje uspešne potezne strateške igre Heroes of Might and Magic, ki so jo razvili pri New World Computing in leta 1999 izdali pri The 3DO Company. Sprva je bila namenjena okolju Microsoft Windows, kasneje pa so bile narejene tudi predelave za Linux in Macintosh.

## Igranje
Zgodba je postavljena v fantazijski svet in je nadaljevanje zgodbe v igri Might and Magic IV: The Mandate of Heaven. Igralec vodi enega ali več »herojev«, ki poveljujejo vojski bitij, izhajajočih iz različnih pravljic in legend (meduze, minotavri, srednjeveški konjeniki, titani, morske pošasti, troli, zmaji...). Igranje je razdeljeno v dva dela: taktični, kjer igralec vodi heroje z njihovimi vojskami po ozemlju, osvaja rudnike, ki mu dajejo material za gradnjo, in se zapleta v bitke z nasprotniki, ter gradnja mest. V mestih s porabljanjem materialov gradi zgradbe, ki producirajo nova bitja za herojevo vojsko. Igra vključuje tudi elemente igranja domišljijskih vlog (FRP), saj heroji z bitkami pridobivajo izkušnje, ki jim dajejo večjo moč in omogočajo učenje nabora veščin, s tem pa specializacijo po izbiri igralca (vitez, čarovnik, druid,...).
Cilj igre je opraviti vse naloge, ki se razlikujejo od stopnje do stopnje. V različnih stopnjah mora tako igralec zgraditi določeno zgradbo, pridobiti določeno količino materiala, premagati vse nasprotnike ali najti predmet, ki je skrit nekje na ozemlju.
V igri je na voljo osem »ras«, vsaka od katerih postavlja drugačna mesta in katerih bitja ter heroji so specializirani za določen način razvoja in bojevanja - ta je odvisen od moči, obrambe, sposobnosti čaranja, odpornosti na magijo in posebnih sposobnosti (letenje, teleportiranje itd.).
Za igro sta bili izdani tudi dve razširitvi, Heroes of Might and Magic III: Armageddon's Blade in Heroes of Might and Magic III: The Shadow of Death, ki prinašata eno novo raso, nove heroje, scenarije, predmete in bitja. Heroes of Might and Magic III Complete (Collector's Edition) je komplet, ki združuje osnovno igro, oba dodatka in nekaj dodatnih malenkosti. Za razliko od samostojnih dodatkov omogoča tudi njihovo igranje na Macintoshu, na Linuxu pa noben od dodatkov ne deluje.

## Odzivi
Igro so pozitivno ocenili tako kritiki kot ljubitelji serije.

## Sistemske zahteve
133 MHz CPU, 32 MB RAM, DirectX 6.0, 2 MB grafična kartica, 4x CD-ROM pogon, 200 MB prostora na trdem disku , Windows 95 ali novejši